# フレイム (曲)
「フレイム」は、flumpoolの配信限定シングル。

## 解説
2009年10月14日より配信開始。
マイナビ2011就活応援ソング。前作「MW 〜Dear Mr. & Ms. ピカレスク〜/夏Dive」から約3か月、配信限定シングルとしては「Over the rain 〜ひかりの橋〜」から約11か月を置いてのシングルとなる。

## 収録曲
1. フレイム
  - 作詞：山村隆太、作曲：阪井一生、編曲：玉井健二、百田留衣、弦編曲：弦一徹
  - マイナビ2011就活応援ソング
  - レコチョク TV-CM CMソング
  - アルバム『What's flumpool!?』にはアルバムバージョンで収録されている。

## テレビ出演
- MUSIC STATION（テレビ朝日、2009年10月16日）
- CDTV（TBS、2009年10月17日）